# Hydrophis kingii
Espèce
Synonymes
- Disteira kingii (Boulenger, 1896)

Statut de conservation UICN

 LC  : Préoccupation mineure
Hydrophis kingii est une espèce de serpents de la famille des Elapidae.

## Répartition
Cette espèce marine se rencontre dans les eaux du Sud de la Papouasie-Nouvelle-Guinée et du Nord de l'Australie.

## Description
L'holotype de Hydrophis kingii, une femelle, mesure 1 200 mm dont 90 mm pour la queue mais les plus grands spécimens atteignent 1 700 mm. Cette espèce a la face dorsale blanc grisâtre et présente des rayures transversales olive plus large que l'espace les séparant. Sa face ventrale est blanc jaunâtre bordée d'une raie noire. Sa tête est entièrement noire. C'est un serpent marin venimeux. Il est souvent pris dans les chaluts entre 30 et 40 m de profondeur. Il se nourrit de poissons anguilliformes.

## Étymologie
Cette espèce a été nommée en l'honneur de Philip Parker King.

## Publication originale
- Boulenger, 1896 : Catalogue of the snakes in the British Museum. London, Taylor & Francis, vol. 3, p. 1-727 (texte intégral).